# 瀧川裕英
瀧川 裕英（たきかわ ひろひで、1970年 - ）は、日本の法哲学者。愛知県出身。東京大学大学院法学政治学研究科教授。日本法哲学会理事。

## 経歴
- 1993年3月 東京大学法学部卒業
- 1993年4月 東京大学大学院法学政治学研究科助手
- 1996年7月 東京大学大学院法学政治学研究科専任講師
- 1998年4月 大阪市立大学法学部助教授
- 2001年4月 大阪市立大学大学院法学研究科助教授
- 2010年4月 大阪市立大学大学院法学研究科教授
- 2012年4月 立教大学法学部法学科教授
- 2020年4月 東京大学大学院法学政治学研究科教授

## 著作
- 『責任の意味と制度――負担から応答へ』（勁草書房、2003年）
- 『法哲学』（共著）（有斐閣、2014年）
- 『逞しきリベラリストとその批判者たち』（共著）（ナカニシヤ出版、2015年）
- 『国家の哲学――政治的責務から地球共和国へ』（東京大学出版会、2017年）